# Vara (rama)

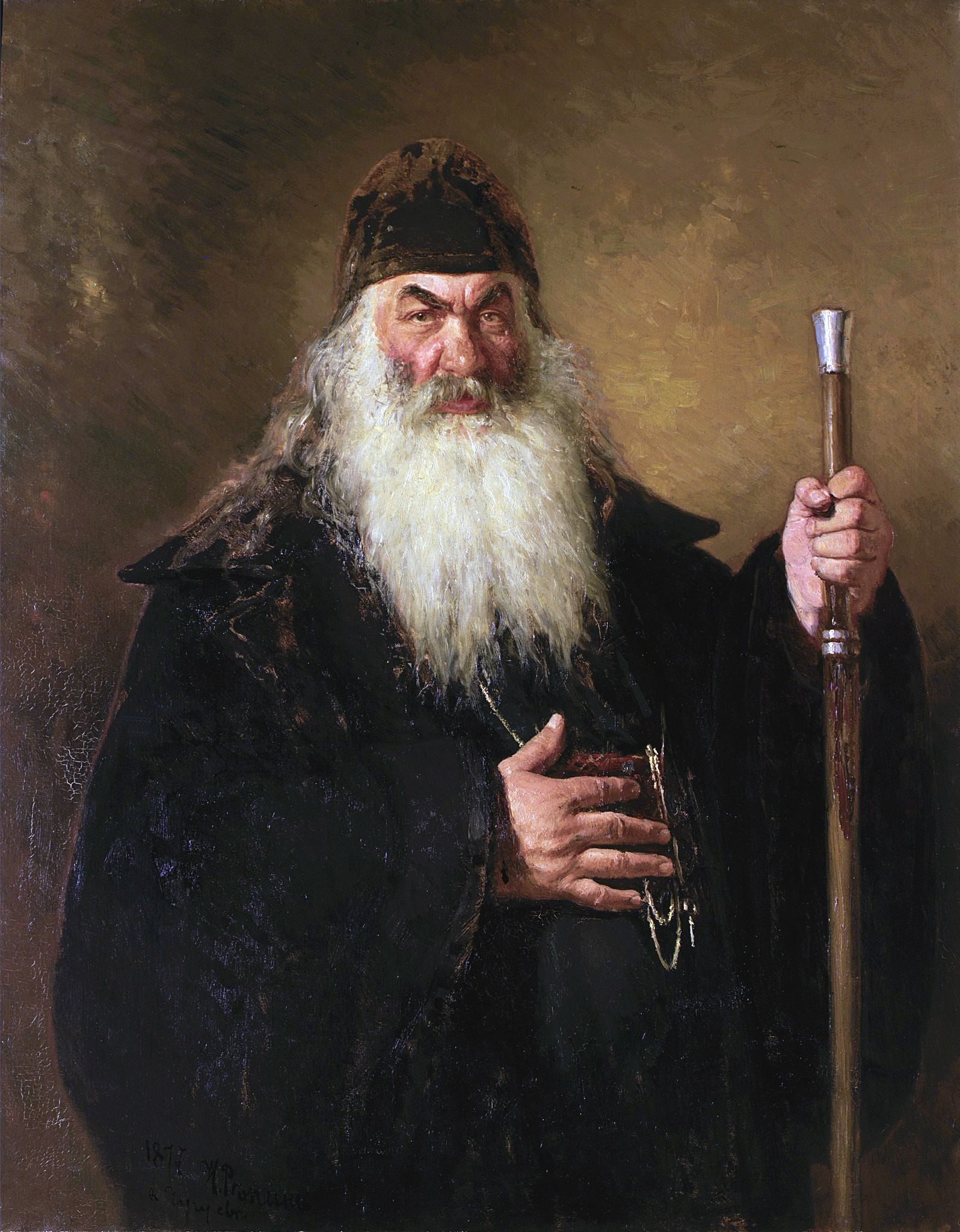
protodiácono ortodoxo con vara. Retrato de Ilya Repin, 1877 (Galería Tretiakov, Moscú).

Una vara es un palo largo y delgado o un ramo delgado, largo, limpio de hojas y liso. A menudo se usa la vara como símbolo de autoridad, por ejemplo la que llevan los alcaldes y los tenientes.
De la vara, en su forma más rudimentaria, de rama cortada de un árbol y despojada de sus tallos y hoja, se hace mención en los tiempos más remotos, tanto en la Historia Sagrada como en la profana.
Conocido es el episodio de la historia de Roma que refiere Tito Livio (XLV, 12) del legado Cayo Popilio Lenas, quien con una vara trazó en la arena un círculo en el que encerró al rey de Siria, Antíoco, intimándole a que respondiese a las órdenes del Senado romano antes de salir de aquel círculo. En la antigua Roma también se servían de la vara los jinetes y aurigas para excitar a los caballos y en este sentido emplean la voz virga (vara) Marcial (Epigramas, IX, 22) y Juvenal (Sátiras , III y siguientes). 
La vara tuvo, tanto en la vida particular como en la pública, un carácter particular en las diversas circunstancias en que se empleaba, así por ejemplo, en las palestras griegas y en las escuelas de la gladiatura fue la insignia al propio tiempo que el instrumento de acción de los jefes de equipo. Fue además la insignia de los praecones (heraldos) que acompañaban ya a los sacerdotes, ya a los magistrados y con el nombre de fustica o vindicla, desempeñó un importante papel en la ceremonia de la liberación o manumisión de los esclavos. Finalmente se le dio el nombre de vara (virga) al caduceo de Mercurio.
La vara no siempre se empleó sola, entre los antiguos, sino que algunas de ellas atadas formaban un haz (faces), que andando el tiempo vino a ser, en Roma, la insignia consular. las varas formaban parte del mobiliario en las escuelas, lo propio que la férula y el látigo (flagellum, lorum, scutica). Prudencio (Peristephanon, X, 669) y otros autores afirman que la fustigación por medio de las varas era uno de los castigos más  usuales de las escuelas del siglo IV de la era cristiana, dándose el caso frecuente de hacer correr la sangre por la espalda de los estudiantes apaleados. En las ergástula (calabozos) se apaleaba también a los esclavos con varas, aunque lo más común era servirse del látigo para este inhumano castigo.

## En la Biblia
Allí parece mencionada en algunas ocasiones la vara como instrumento de castigo.
En el Levítico (XIX, 20) se impone un castigo especial biqqorét (que la Vulgata interpreta golpes de vara) al hebreo que duerma con una esclava prometida de otro. En otros pasajes del Sagrado Texto se cita también este instrumento de castigo. En el libro segundo de los Reyes (VII, 14) Dios promete castigar al infiel con una "vara de hombre", o sea de un modo que no exceda el rigor del castigo que los hombres dan ordinariamente por medio de varas.
En los Proverbios se indica a menudo la vara para castigar al hijo díscolo y al insensato. En el Nuevo Testamento se dice del criado infiel, que será apaleado en proporción a su culpabilidad y recibirá golpes de vara. Jesucristo predijo a sus apóstoles que recibirían este tratamiento en las sinagogas y, en efecto, Pablo y Silas fueron apaleados en Filipos, a pesar de ser ciudadanos romanos, cosa que causó gran horror a los magistrados, al tener noticia de ella, pues la Ley Porcia prohibía apalear a un ciudadano romano, a pesar de los cual el apóstol Pablo sufrió tres veces este castigo, del cual se libró una vez solamente.